# Мишић подизач меког непца
Мишић подизач меког непца (лат. musculus levator veli palatini) је парни мишић главе, који је локализован унутра од затезача меког непца и споља од задњег отвора носне дупље.
Он полази од петрозног дела слепоочне кости и спушта се доле, напред и медијално ка меком непцу. При томе, на бочном зиду носног дела ждрела образује слузокожни набор назван испупчење леватора (лат. torus levatorius), које представља доњу ивицу отвора слушне трубе. У ткиву меког непца мишићна влакна се пружају изнад тзв. палатиналне апонеурозе на којој се припајају, а затим се у средишњем делу укрштају са влакнима истоименог мишића супротне стране.
Инервација потиче од гранчица ждрелног сплета, у чијој изградњи учествују језично-ждрелни живац, живац луталац и вратни симпатикус. Највећим делом у оживчавању учествује вагусни нерв.
Основна улога мишића се огледа у подизању задњег дела меког непца и његовом повлачењу уназад. Дејство на Еустахијеву слушну трубу је још увек недовољно проучено.